# Cinachyrella eurystoma
Cinachyrella eurystoma är en svampdjursart som först beskrevs av Keller 1891.  Cinachyrella eurystoma ingår i släktet Cinachyrella och familjen Tetillidae.
Artens utbredningsområde är Eritrea. Inga underarter finns listade i Catalogue of Life.